# Intravaskulärer Ultraschall
Intravaskulärer Ultraschall (IVUS) ist eine Form der Sonographie. Dabei wird eine Ultraschall-Sonde in ein Gefäß eingeführt. Ziel der Untersuchung ist es, neben den Wandverhältnissen (beispielsweise Arteriosklerose oder Dissektion), auch gefäßnahe (perivaskuläre) Tumorinfiltrationen darzustellen. Das Verfahren findet auch im Rahmen einer Herzkatheteruntersuchung zur Beurteilung der Koronararterien Anwendung.

## Einzelnachweis
1. ↑  W. Schäberle: Ultraschall in der Gefäßdiagnostik: Therapieorientiertes Lehrbuch und Atlas. Springer, 2009, ISBN 978-3-642-00519-0, S. 25, (books.google.com)